# Honda Ascot
Honda Ascot (яп. ホンダ・アスコット, Honda Asukotto) — компактный автомобиль, выпускавшийся с 1989 по 1997 год японской компанией Honda.

## Первое поколение (CB1/2/3/4)

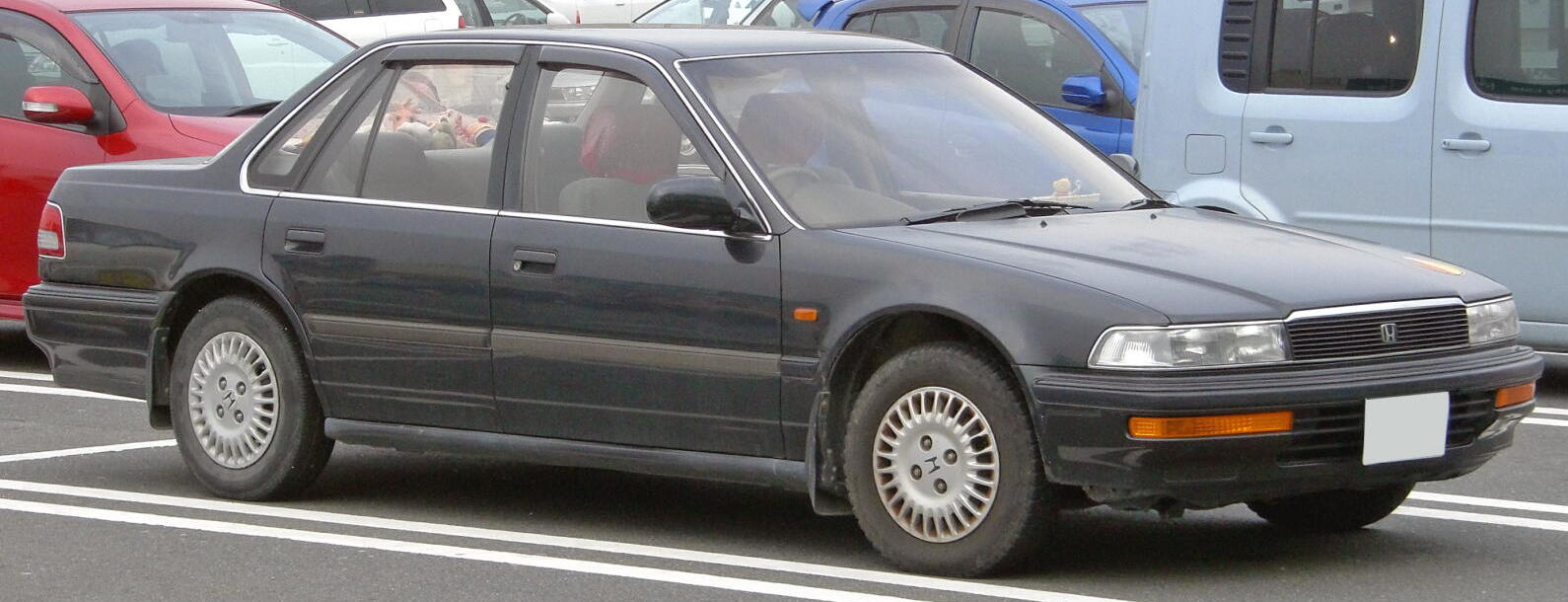
Honda Ascot (CB)

Первый экземпляр Honda Ascot был подтверждён стратегией Honda по диверсификации каналов продаж в Японии. В 1985 году были созданы две отдельные дилерские сети под названиями Honda Clio и Honda Primo, в дополнение к уже существующей сети Honda Verno. В то время как в магазинах Primo продавались кей-кары и компактные автомобили Honda Civic, дилерские сети Clio сосредоточились на более крупных автомобилях, включая топовый Honda Legend. Honda Accord (CB) также продавался в дилерских сетях Clio.
Но это означало, что сети Honda Primo нужен был компактный седан на базе Accord для дилерского канала. Компания Honda приняла достаточно простое решение по созданию «родственной модели» Accord — Honda Ascot. Технически Ascot был идентичен седану Accord. Уникальный листовой металл для экстерьера имел косметические различия. Блоки фар были позаимствованы у Honda Inspire, а на спойлере багажника расположен светодиодный стоп-сигнал.
Автомобили Honda Ascot первого поколения выпускались в пяти комплектациях:
- FB и FBX (с 1,8-литровым двигателем).
- 2.0Si и 2.0FBX-i (с 2,0-литровым двигателем и пакетом опций среднего уровня).
- 2.0FBT-i (с 2,0-литровым двигателем, антиблокировочной тормозной системой, дисковыми тормозами на всех колёсах, вискомуфтами дифференциалов, механическим рулевым управлением, подвеской на двойных поперечных рычагах и системой впрыска топлива PGM-FI).

Было предложено два варианта рабочего объёма двигателя, чтобы японские владельцы Ascot могли ежегодно платить дорожные налоги. В соответствии с показателями, приведёнными в рекламных материалах, экономия топлива FBT-i составила 10,4 км/л.
В отличие от Accord с четырьмя фарами, Ascot имел шесть фар, изменённую переднюю часть, обработанные задние фонари и держатель заднего номерного знака на бампере. Дизайн разработан в стиле Honda Concerto.
Ascot был запущен в производство 13 сентября 1989 года. Первоначально на телевидении была показана джазовая реклама «Take the „A“ Train», а позже компания Honda решила изменить маркетинговый имидж автомобиля, наняв Эрика Клэптона для съёмок рекламных роликов. В августе 1991 года автомобили прошли фейслифтинг, а в марте 1992 года был представлен вариант Honda Ascot Innova.

## Ascot Innova (CB3/4)
Ascot Innova, запущенный в производство 5 марта 1992 года, также основан на CB Accord, но имеет округлый кузов, разработанный в стиле Honda Prelude BB4 (1992—1996). Британская компания Rover Group представила «родственную модель» — Rover 600. Конкурентами являются Toyota Carina ED/Toyota Corona EXiV, Nissan Bluebird ARX и Mitsubishi Emeraude.
Ascot Innova выпускался параллельно с Ascot. Комплектации:
- 2.0iC и 2.0i (с 2,0-литровым двигателем F20A мощностью 99 кВт (133 л. с.) и клапанным механизмом SOHC).
- 2.0Si (с 2,0-литровым двигателем мощностью 110 кВт (148 л. с.) и клапанным механизмом DOHC).
- 2.3Si-Z (с 2,3-литровым двигателем мощностью 123 кВт (165 л. с.)).

Ширина версий с 2,0-литровыми двигателями составляла 1695 мм, а с 2,3-литровыми — 1715 мм. Комплектации 2.0i, 2.0Si и 2.3Si-Z имели систему рулевого управления на всех четырёх колёсах. Коробка передач — пятиступенчатая механическая (у версии 2.0iC) или четырёхступенчатая автоматическая (у остальных версий). В зависимости от комплектации, ценовой диапазон варьировался от 1558000 до 2992000 иен. В рекламе, увенчивающейся слоганом «Hardtop Innovation», принимала участие американская актриса Джина Дэвис.

По европейскому соглашению также выпускалась «родственная модель» — седан Rover 600, разработанный в рамках отношений японской компании Honda с британской компанией Rover Group. Rover 600 и Swindon Accord также оснащались двигателями, не применявшимися в Ascot Innova — 1,8-литровый бензиновый двигатель Honda F18A и 2,0-литровый турбодизельный двигатель Rover L. Ascot Innova выпускался до 1996 года, в то время как седан European Accord продолжал выпускаться до 1998 года с фейслифтингом в 1996 году.

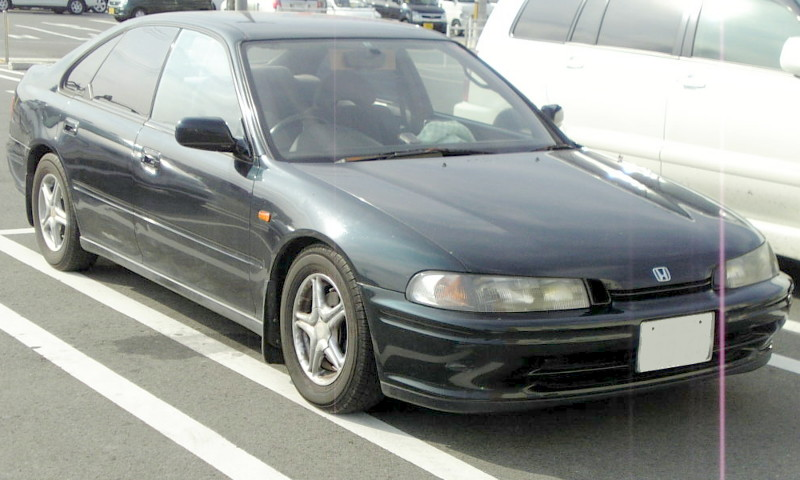
Honda Ascot Innova
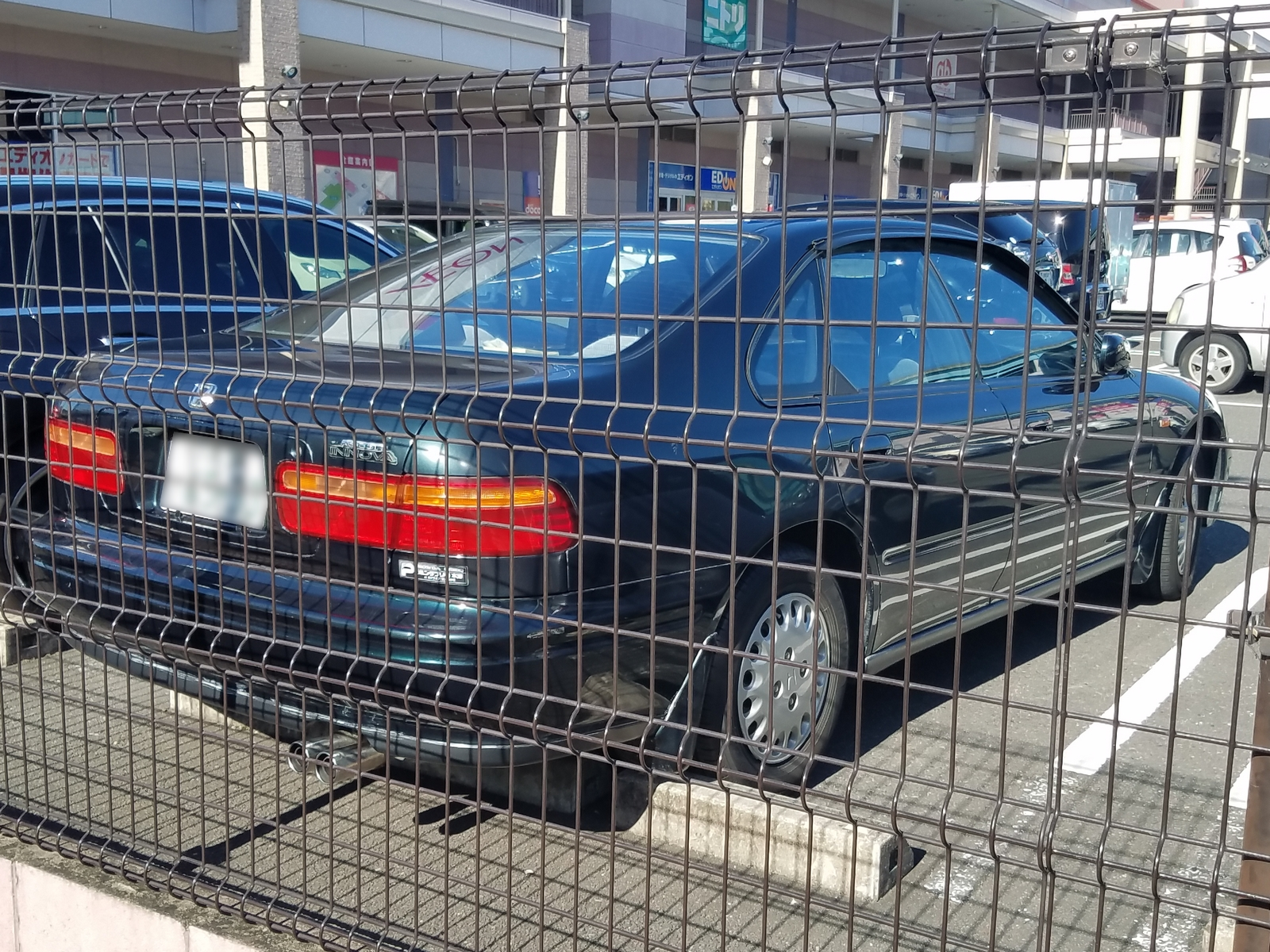
Вид сзади
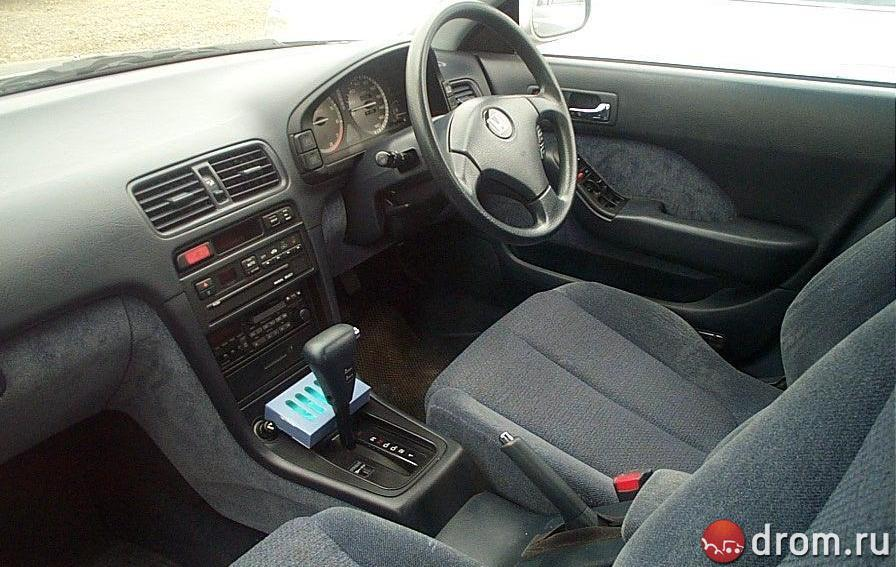
Интерьер

## Второе поколение (CE)
Второе поколение Honda Ascot выпускалось с 1993 по 1997 год под кодовыми обозначениями CE4/5. Как и в случае с Inspire, Vigor и Legend, двигатели устанавливались продольно. Автомобили оснащались рядными пятицилиндровыми двигателями серии G рабочим объёмом 2,0—2,5 л. В Японии двигатель G20A работал на обычном топливе, а двигатель G25A — на топливе премиум-класса. В 1997 году преемником Ascot стал Torneo.

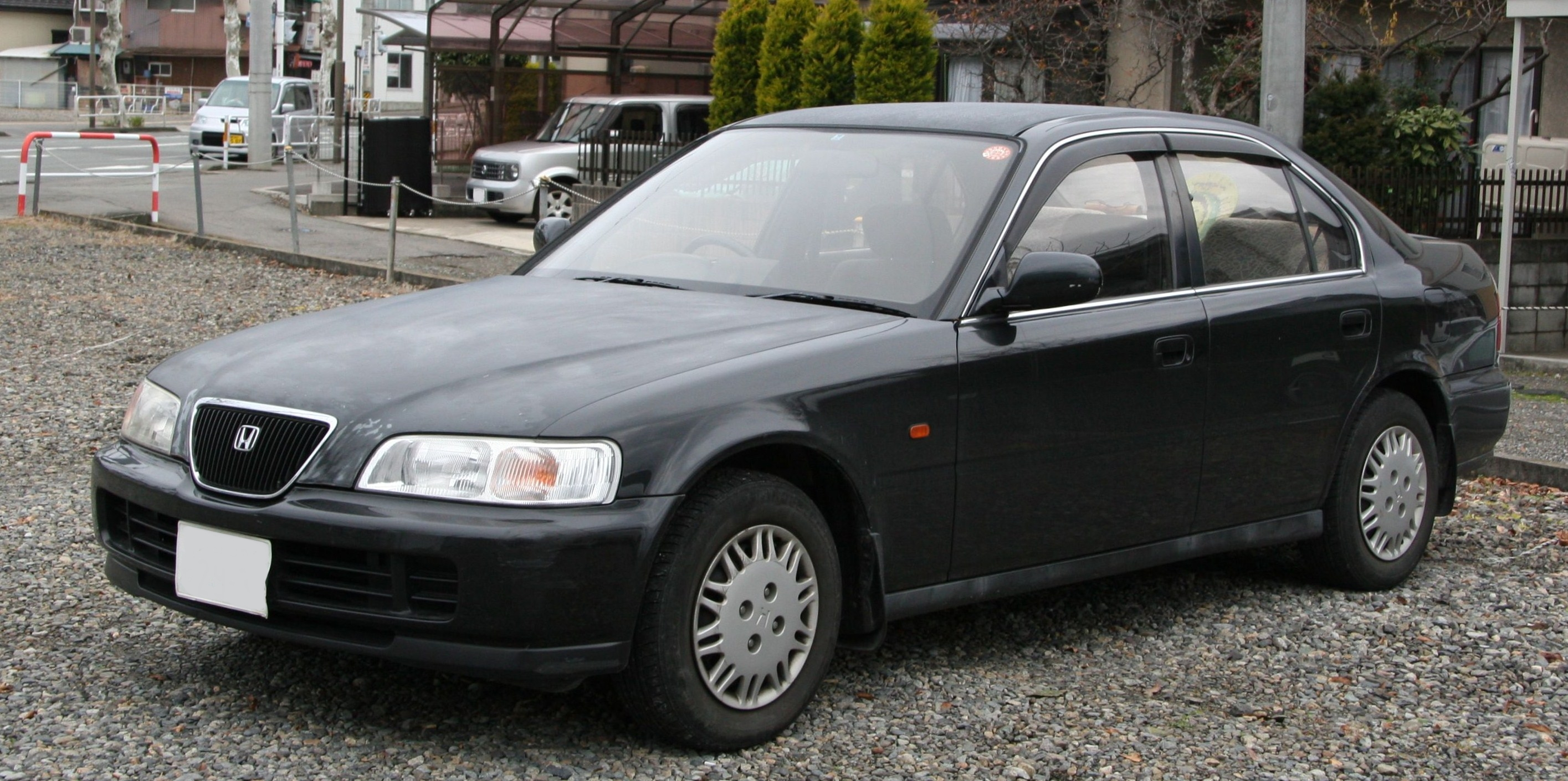
Honda Ascot (CE)
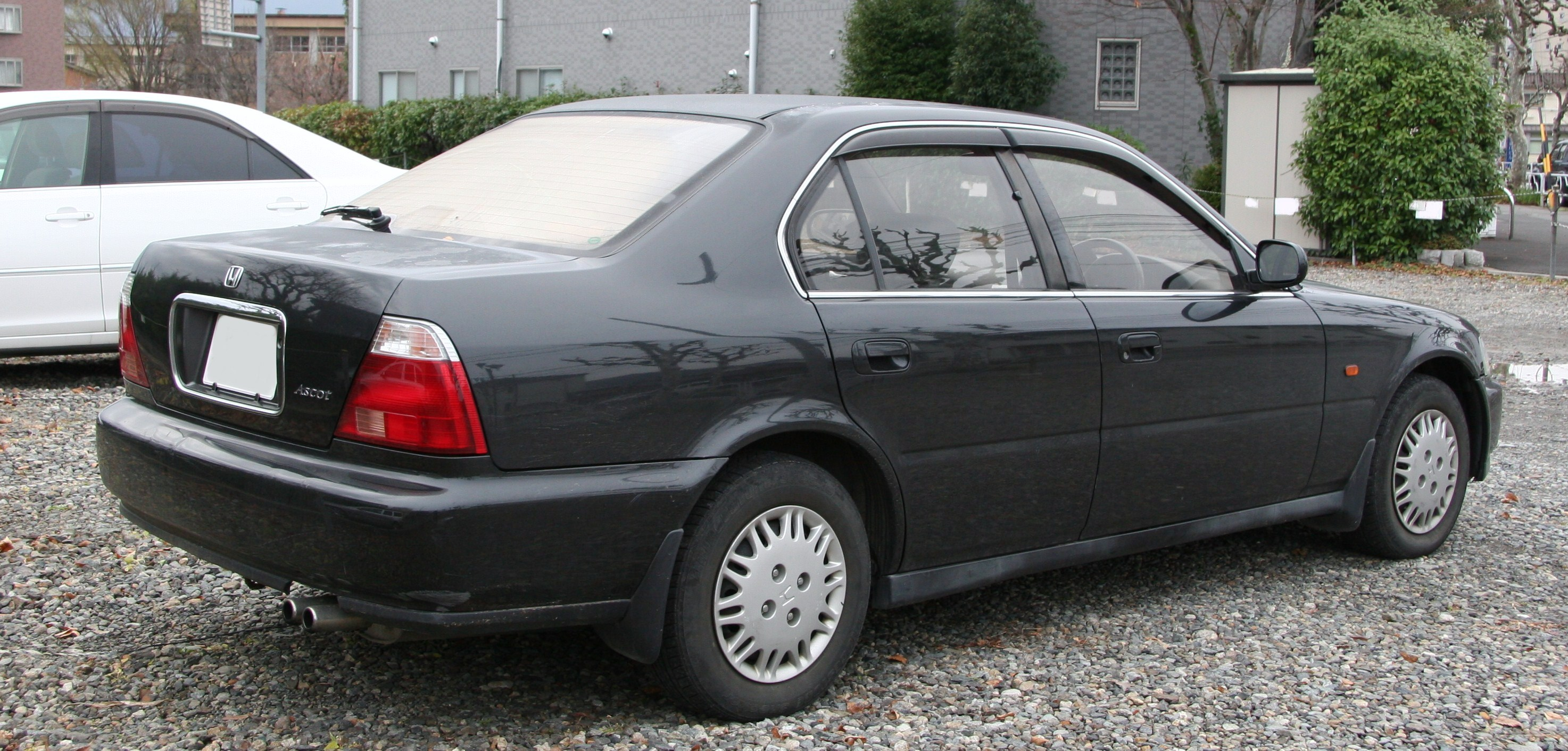
Вид сзади